# Xylota isokoae
Xylota isokoae är en tvåvingeart som beskrevs av Tokuichi Shiraki 1968. Xylota isokoae ingår i släktet vedblomflugor, och familjen blomflugor. Inga underarter finns listade i Catalogue of Life.